# Enkei
Enkei Corporation (株式会社 ン ケ イ 株式会社 Enkei Kabushiki-gaisha) — японская компания одна из ведущих производителей автомобильных колёсных дисков для мотоциклов и легковых автомобилей, для автоспорта и уличного использования. Enkei производит диски для автоспорта, OEM-заказчиков и розничных покупателей. Главный офис находится в городе Хамамацу, префектура Сидзуока. Основана в 1950 году.